# Who’s Got the Feeling
Who’s Got the Feeling ist der Titel des 1993 veröffentlichten zweiten Albums der deutschen Rock-Sängerin Joal.

## Hintergrund
Die Sängerin und Songwriterin Joal hatte 1989 ihr 11 Lieder umfassenden Debütalbum Joal veröffentlicht und anschließend als Sessionmusikerin mit Bands wie Victory, Sargant Fury, Eloy und Gamma Ray gearbeitet.
An den Aufnahmen, die in den Cas Studios in St. Ingbert, dem DK-Tonstudio in Fürth, Tommy Hansens Jailhouse Studio in Horsens und den Eastcote Studios in London stattfanden, wirkten unter anderem Pascal Kravetz, Fritz Randow (Victory), Jocelyn B. Smith, Hans Wintoch und Kai Hansen (Gamma Ray) mit.
Als Single erschien I Got This Feeling, das auf der Maxi-CD in der Album-Version sowie als Single-Edit angeboten wurde. Daneben waren auf der Single auch die Lieder Keep Your Dreams Alive und Steel City Blues enthalten.
Das Album enthielt zwölf Lieder und wurde am 26. Februar 1993 auf Compact Disc veröffentlicht. Im Gegensatz zum vier Jahre zuvor veröffentlichten Debütalbum enthielt Who’s Got the Feeling keine Coverversion, sondern ausschließlich selbstgeschriebene Songs. Mittlerweile ist es auch über Online-Musikdienste erhältlich.

## Titelliste
| Nr.          | Titel                  | Bemerkungen           | Länge |
| ------------ | ---------------------- | --------------------- | ----- |
| 1.           | Give Me Back My Music  |                       | 4:54  |
| 2.           | I Got This Feeling     |                       | 5:08  |
| 3.           | Falling Angel          |                       | 4:04  |
| 4.           | Fool                   |                       | 4:28  |
| 5.           | Who’s Gonna Cry        |                       | 4:03  |
| 6.           | This is Love           | Gitarre: Andy Malecek | 4:13  |
| 7.           | Steel City Blues       |                       | 5:41  |
| 8.           | Sand and Water         |                       | 4:19  |
| 9.           | Changes                |                       | 4:59  |
| 10.          | Living in Paradise     |                       | 4:22  |
| 11.          | Back on My Feet Again  |                       | 5:20  |
| 12.          | Keep Your Dreams Alive |                       | 5:19  |
| Gesamtlänge: | Gesamtlänge:           | Gesamtlänge:          | 56:50 |

## Rezeption
Rock Hard schrieb in der Ausgabe vom 29. März 1993, Joal habe „ein stilistisch lebendiges Zweitwerk“ hingelegt, das „mit einer ganzen Latte erstklassiger Songs und einer kristallklaren Produktion“ überzeuge. Die Sängerin beweise, was man „mit dem nötigen Feeling aus einer ohnehin guten Stimme herausholen“ könne, die über „ein rauchiges Timbre mit jeder Menge Heart & Soul“ verfüge. Musikalisch handele es sich um „Hardrock’n’Blues mit starkem Soultouch“. Auch „härtere Tracks wie das grandiose Steel City Blues oder der Stampfer Sand And Water“ passten sich perfekt ein. Bis auf „wenige Ausnahmen eher durchschnittlichen Songwritings“ könne „der Großteil der zwölf ebenso traditionsbewußt wie radiotauglich arrangierten Nummern voll und ganz überzeugen - nicht zuletzt durch die phasenweise exzellente Einbeziehung von Bläsern, Piano und Violine.“ Mal setze die „vollversammelte Blech-Mannschaft peitschende Fanfaren im Stil von Killerriffs“ ein, mal schnorchele sich „ein sanftes Sax durchs Melody-Bachbett.“ Es werde zwar nichts „grundlegend Neues aufgefahren,“ dennoch habe sich das Album „dank internationaler Klasse“ mindestens „neun Punkte redlich verdient.“